# Stelios Giannakopoulos
Stylianos Giannakopoulos (grekiska: Στυλιανός Γιαννακόπουλος), mer känd som bara Stelios, född 12 juli 1974 i Aten, är en grekisk före detta fotbollsspelare som avslutade karriären som mittfältare för AEL 1964 i den Grekiska Superligan. Han har även haft två längre sejourer hos Olympiakos samt i engelska Bolton Wanderers FC. 
Giannakopoulos debuterade internationellt för Greklands landslag den 12 mars 1997 mot Cypern. Han var en av nyckelspelarna för Grekland när de vann EM 2004. Han var också en del av truppen som misslyckades att behålla sin titel som europeiska mästare vid EM 2008.

## Meriter
Paniliakos
- Grekiska Fotbollsligan: 1995

Olympiakos
- Grekiska Superligan: 1997, 1998, 1999, 2000, 2001, 2002, 2003
- Grekiska cupen: 1999

Grekland
- EM-Guld: 2004